# Миртюки (зупинний пункт)
Миртюки — пасажирський залізничний зупинний пункт Львівської дирекції Львівської залізниці на одноколійній частково електрифікованій постійним струмом лінії Стрий — Івано-Франківськ між станціями Стрий (2 км) та Моршин (12,5 км). Розташований в однойменному селі Стрийського району Львівської області.

## Пасажирське сполучення
На зупинному пункті Миртюки зупиняються приміські поїзди сполученням Івано-Франківськ — Стрий.